# Кизи (Сена и Марна)
Кизи (фр. Cuisy) је насељено место у Француској у региону Париски регион, у департману Сена и Марна.
По подацима из 2011. године у општини је живело 439 становника, а густина насељености је износила 131,83 становника/km².

## Демографија
| 1962. | 1968. | 1975. | 1982. | 1990. | 2011. |
| ----- | ----- | ----- | ----- | ----- | ----- |
| 88    | 116   | 171   | 266   | 370   | 439   |